# 1960 w filmie
Wydarzenia filmowe w 1960 roku.

## Premiery

### Filmy polskie
- 11 stycznia – Zobaczymy się w niedzielę – reż. Stanisław Lenartowicz
- 18 stycznia – Lunatycy – reż. Bohdan Poręba
- 8 lutego – Wspólny pokój – reż. Wojciech Jerzy Has
- 22 lutego – Tysiąc talarów – reż. Stanisław Wohl
- 7 marca – Milcząca gwiazda – reż. Kurt Maetzig
- 14 marca – Małe dramaty – reż. Janusz Nasfeter
- 17 marca – Miasteczko – reż. Romuald Drobaczyński, Julian Dziedzina, Janusz Łęski
- 21 marca – Miejsce na ziemi – reż. Stanisław Różewicz
- 4 kwietnia – Zezowate szczęście – reż. Andrzej Munk
- 16 maja – Spotkania w mroku – reż. Wanda Jakubowska
- 25 maja – Do widzenia, do jutra – reż. Janusz Morgenstern (wyst. Zbigniew Cybulski, Teresa Tuszyńska)
- 2 września – Krzyżacy – reż. Aleksander Ford
- 22 września – Rok pierwszy – reż. Witold Lesiewicz
- 26 września – Powrót – reż. Kazimierz Kutz
- 17 października – Walet pikowy – reż. Tadeusz Chmielewski
- 28 października – Decyzja – reż. Julian Dziedzina
- 31 października – Nikt nie woła – reż. Kazimierz Kutz (wyst. Zofia Marcinkowska, Henryk Boukołowski)
- 18 listopada – Kolorowe pończochy – reż. Janusz Nasfeter
- 25 listopada – Szatan z siódmej klasy – reż. Maria Kaniewska
- 17 grudnia – Niewinni czarodzieje – reż. Andrzej Wajda
- 23 grudnia – Szklana góra – reż. Paweł Komorowski

### Filmy zagraniczne
- Kto sieje wiatr – reż. Stanley Kramer
- Rocco i jego bracia (Rocco e i suoi fratelli) – reż. Luchino Visconti (wyst. Annie Girardot, Alain Delon)
- Do utraty tchu – reż. Jean-Luc Godard (wyst. Jean-Paul Belmondo)
- Dziewczyna z walizką – reż. Valerio Zurlini (wyst. Claudia Cardinale)
- Wehikuł czasu (The Time Machine) – reż. George Pal (wyst. Rod Taylor, Yvette Mimieux, Sebastian Cabot)
- Siedmiu wspaniałych (The Magnificent Seven) – reż. John Sturges (wyst. Steve McQueen, James Coburn, Charles Bronson)
- Psychoza – reż. Alfred Hitchcock (wyst. Anthony Perkins, Janet Leigh)
- Flintstonowie (The Flintstones), serial animowany – reż. William Hanna i Joseph Barbera
- Spartakus – reż. Stanley Kubrick
- Pokochajmy się (Let's Make Love) – reż. George Cukor (wyst. Marilyn Monroe, Yves Montand, Tony Randall, Frankie Vaughan, Wilfrid Hyde-White, Bing Crosby)
- Najwyższy czas (High Time) – reż. Blake Edwards (wyst. Bing Crosby, Fabian Forte, Tuesday Weld, Nicole Maurey)
- Pepe – reż. George Sidney (wyst. Cantinflas, Dan Dailey, Shirley Jones)

## Nagrody filmowe
- Oskary
  - Najlepszy film – Garsoniera (The Apartment)
  - Najlepszy aktor – Burt Lancaster (Elmer Gantry)
  - Najlepsza aktorka – Elizabeth Taylor (Butterfield 8)
  - Wszystkie kategorie: Oskary w roku 1960
- Festiwal w Cannes
  - Złota Palma: Federico Fellini – Słodkie życie
- Międzynarodowy Festiwal Filmowy w Berlinie
  - Złoty Niedźwiedź: César Fernández Ardavín – Żywot Łazika z Tormesu

## Urodzili się
- 10 stycznia – Gurinder Chadha, brytyjska reżyser i scenarzystka pochodzenia indyjskiego
- 12 stycznia – Oliver Platt, amerykański aktor
- 13 stycznia – Kevin Anderson, amerykański aktor
- 21 stycznia – Mieczysław Morański, polski aktor (zm. 2020)
- 18 lutego – Greta Scacchi, włoska aktorka
- 28 lutego – Dorothy Stratten, kanadyjska aktorka
- 24 marca – Kelly LeBrock, amerykańska aktorka
- 26 marca – Jennifer Grey, amerykańska aktorka
- 4 kwietnia – Hugo Weaving, australijski aktor
- 4 maja – Małgorzata Pieczyńska, polska aktorka
- 6 maja – Anne Parillaud, francuska aktorka
- 24 maja – Kristin Scott Thomas, brytyjska aktorka
- 31 maja – Chris Elliott, amerykański aktor
- 22 lipca – Piotr Siejka, polski aktor
- 30 lipca – Richard Linklater, amerykański reżyser
- 31 lipca:
  - Dariusz Siatkowski, polski aktor (zm. 2008)
  - Luca Ward, włoski aktor
- 7 sierpnia – David Duchovny, amerykański aktor
- 10 sierpnia – Antonio Banderas, hiszpański aktor
- 10 sierpnia – Nicoletta Braschi, włoska aktorka
- 16 sierpnia – Timothy Hutton, amerykański aktor
- 17 sierpnia – Sean Penn, amerykański aktor
- 9 września – Hugh Grant, brytyjski aktor
- 10 września – Colin Firth, brytyjski aktor
- 18 października – Jean-Claude Van Damme, belgijski aktor
- 23 października – Dorota Zięciowska, polska aktorka
- 5 listopada – Tilda Swinton, brytyjska aktorka
- 11 listopada – Stanley Tucci, amerykański aktor
- 1 grudnia – Carol Alt, amerykańska aktorka i modelka
- 3 grudnia – Daryl Hannah, amerykańska aktorka
- 3 grudnia – Julianne Moore, amerykańska aktorka
- 10 grudnia – Kenneth Branagh, brytyjski aktor i reżyser
- 20 grudnia – Kim Ki-duk, południowokoreański reżyser (zm. 2020)

## Zmarli
- 1 stycznia – Margaret Sullavan, amerykańska aktorka (ur. 1909)
- 2 stycznia – Władysław Hermanowicz, polski aktor
- 3 lutego – Fred Buscaglione, włoski aktor i piosenkarz (ur. 1921)
- 29 lipca – Jack E. Cox, brytyjski operator filmowy (ur. 1896)
- 16 listopada – Clark Gable, amerykański aktor (ur. 1901)